# Fotomuseum
Et fotomuseeum er et museum hvor der udstilles fotokunst, vises fotoreportager etc.
De fleste fotomuseer har både permanente og skiftende udstillinger.

## Danske fotomuseer
- Danmarks Fotomuseum – beliggende i Herning, Hjemmeside Arkiveret 11. november 2016 hos  Wayback Machine.
- Fotografisk Center – beliggende i Kunstforeningens Hus i København, Hjemmeside Arkiveret 5. februar 2015 hos  Wayback Machine.
- Det Nationale Fotomuseum – beliggende i Det Kongelige Bibliotek i København,
- Museet for Fotokunst – beliggende i Brandts Klædefabrik i Odense, Hjemmeside Arkiveret 27. september 2008 hos  Wayback Machine.